# Trentepohlia (Mongoma) pallidipes
Trentepohlia (Mongoma) pallidipes is een tweevleugelige uit de familie steltmuggen (Limoniidae). De soort komt voor in het Oriëntaals gebied.